# Alexander M. Bradshaw

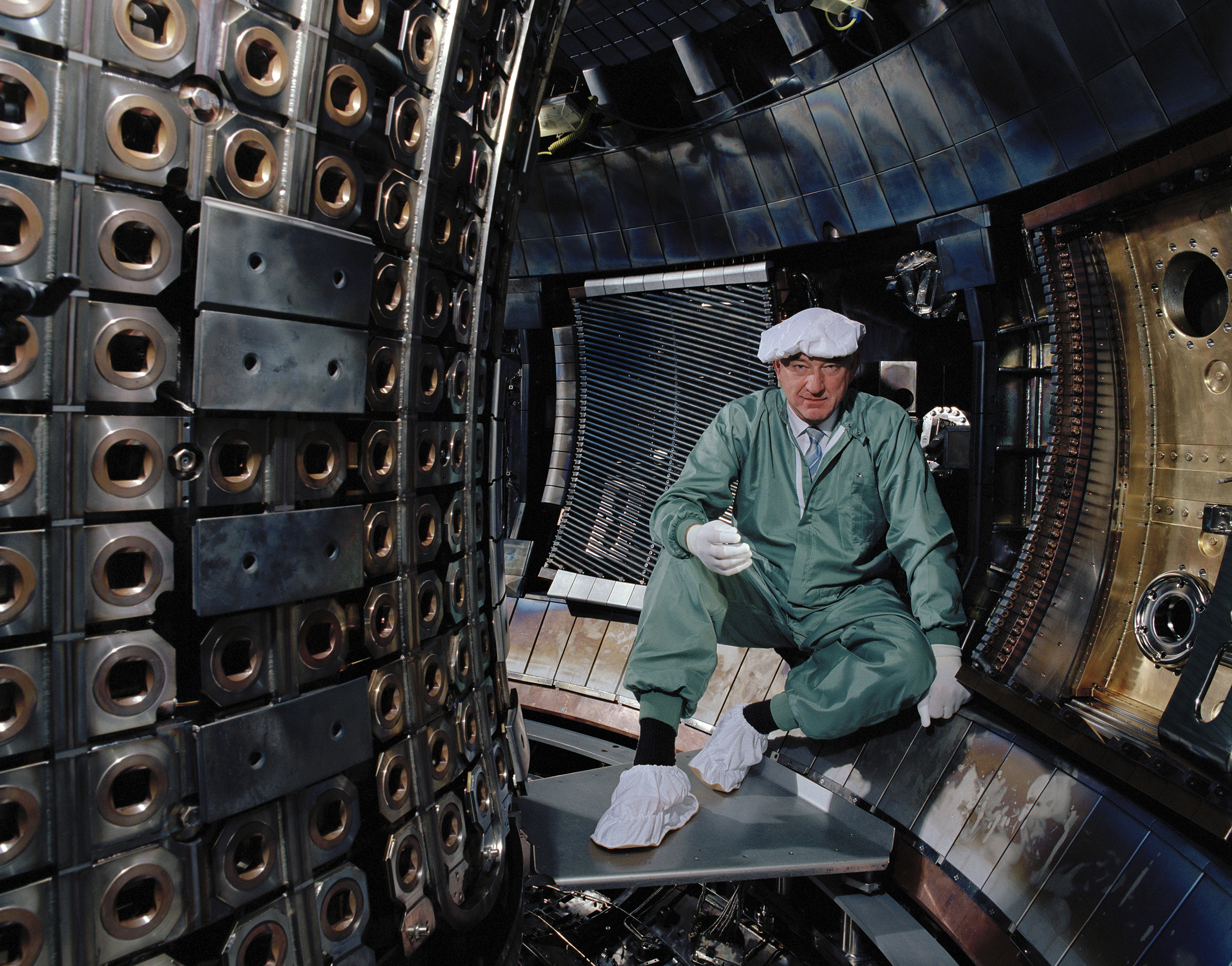
Alexander M. Bradshaw fotografiert von Oliver Mark im ASDEX Upgrade, Garching 2006

Alexander Marian Bradshaw (* 12. Juli 1944 in Bushey, Großbritannien; † 10. Oktober 2024) war ein deutsch-britischer Physiker.

## Leben
Bradshaw studierte Chemie am Queen Mary College der Universität London und promovierte 1969 im Fach Physikalische Chemie. 1974 folgte die Habilitation am Institut für Physikalische Chemie der Technischen Universität München. Von 1976 bis 1998 arbeitete Bradshaw am Fritz-Haber-Institut der Max-Planck-Gesellschaft in Berlin. Dort wurde er 1980 als Leiter der neu gegründeten Abteilung Oberflächenphysik zum wissenschaftlichen Mitglied und Direktor am Institut berufen. Daneben war er auch von 1981 bis 1985 sowie von 1988 bis 1989 wissenschaftlicher Geschäftsführer der Berliner Elektronenspeicherring-Gesellschaft für Synchrotronstrahlung (BESSY).
Bradshaw war von 1998 bis 2000 Präsident der Deutschen Physikalischen Gesellschaft (DPG), anschließend bis 2002 deren Vizepräsident. Von 1999 bis 2008 war er wissenschaftlicher Direktor und Vorsitzender der wissenschaftlichen Leitung des Max-Planck-Instituts für Plasmaphysik. Von 1997 bis 2009 war Bradshaw Honorarprofessor für Experimentalphysik an der Technischen Universität Berlin und seit 2000 auch an der Technischen Universität München. Ab Dezember 2008 war er als Emeritus erneut am Fritz-Haber-Institut tätig.
Bradshaw war Mitbegründer und Editor-in-Chief der Open-Access-Zeitschrift New Journal of Physics. Er war Mitglied der Berlin-Brandenburgischen Akademie der Wissenschaften, der Academia Europaea, der Deutschen Akademie der Technikwissenschaften (Acatech), der Deutschen Akademie der Naturforscher Leopoldina und der Royal Society London.
Seine Forschungsinteressen lagen auf den Gebieten der Oberflächenphysik und -chemie, der Photoionisation in Atomen und Molekülen, der Kernfusion als Energiequelle sowie bei allgemeinen Fragen der Energie- und Ressourcenversorgung. Er und seine Gruppe veröffentlichten 450 wissenschaftliche Arbeiten.

## Ehrungen und Preise
Bradshaw erhielt unter anderem 1994 den Max-Planck-Forschungspreis (gemeinsam mit Philip Woodruff, University of Warwick) und 2001 die Medaille der European Physical Society for Public Understanding of Physics. Er ist Ehrendoktor der Universität London und Honorary Fellow des britischen Institute of Physics. 2002 wurde Bradshaw für seine Verdienste um die Physik mit dem Bundesverdienstkreuz geehrt. 2007 wurde er für seine Mitwirkung bei der europaweiten Koordination der Kernfusionsforschung mit dem Orden Commander of the British Empire (CBE) ausgezeichnet. 2007 wurde ihm der Rudolf-Jaeckel-Preis der Deutschen Vakuumgesellschaft (DVG) geehrt. Im März 2012 wurde Alexander Bradshaw von der Deutschen Physikalischen Gesellschaft zum Ehrenmitglied ernannt.